# Хитряков Сергій Павлович
Сергі́й Па́влович Хитряко́в (нар. 1 січня 1958, Київ) — український музикант, художній керівник фольклорного ансамблю Національної філармонії України «Веселі музики». Заслужений артист України (2000).

## Життєпис
Закінчив Київське музичне училище імені Рейнгольда Глієра і Київський педагогічний інститут.
З 1981 року виступає в фольклорному ансамблі Національної філармонії України «Веселі музики» (баян, спів, аранжування). Є художнім керівником ансамблю.
Побував на гастролях в Англії, Австрії, Бельгії, Болгарії, Голландії, США, Франції, Шотландії, Чехії, Словаччині, Польщі, Фінляндії, Ізраїлі, Греції, Німеччині.
1995 року ансамбль виступив на одній з найпрестижніших сцен Європи — у Мюнхенській філармонії.
2000 року йому було присвоєно звання Заслуженого артиста України.